# Pokabius piedus
Pokabius piedus är en mångfotingart som beskrevs av Chamberlin 1930. Pokabius piedus ingår i släktet Pokabius och familjen stenkrypare. Inga underarter finns listade i Catalogue of Life.